# José Cândido Ferraz
José Cândido Ferraz (Teresina, 21 de outubro de 1915 — Cleveland, 23 de julho de 1975) foi um médico e político brasileiro. Exerceu quatro mandatos de deputado federal e um mandato de senador pelo Piauí.

## Dados biográficos
Filho de Antônio Leôncio Burlamaqui Ferraz e Elvira Nogueira Ferraz. Médico formado na Universidade Federal da Bahia em 1939, com especialização em pneumologia e radiologia. Ao retornar para Teresina, trabalhou no Hospital Getúlio Vargas como chefe do serviço clínico de pneumologia.
Influenciado por Juracy Magalhães, ingressou na UDN e foi eleito deputado federal em 1945, 1950, 1954 e 1958. Eleito senador em 1962, filiou-se à ARENA após o advento do bipartidarismo pelo Regime Militar de 1964. Postulante à reeleição, foi derrotado na convenção que sufragou os nomes de Helvídio Nunes e Fausto Castelo Branco ao Senado Federal em 1970. Faleceu nos Estados Unidos, onde se encontrava para tratamento de saúde, vítima de um ataque cardíaco.
Em sua primeira eleição para deputado federal foi o décimo quinto candidato mais votado em todo o país em termos absolutos e o mais votado em termos percentuais com 24,10% dos votos, percentual ainda vigente na política piauíense.
Primo de Paulo Ferraz e Wall Ferraz.